# بيت الطويل (بني مطر)

تعديل مصدري - تعديل

بيت الطويل هي إحدى قرى عزلة بني قيس بمديرية بني مطر التابعة لمحافظة صنعاء، بلغ تعداد سكانها 413 نسمة حسب تعداد اليمن لعام 2004.